# 邦巴沙都拍县
邦巴沙都拍區（音素換寫：P̂xmprābṣ̄ạtrūph̀āy，皇家轉寫：Pom Prap Sattru Phai）是泰国曼谷的50个区之一，毗邻律实县、拉差貼威縣、巴吞旺县、挽叻縣、三攀他旺县和拍那空县。

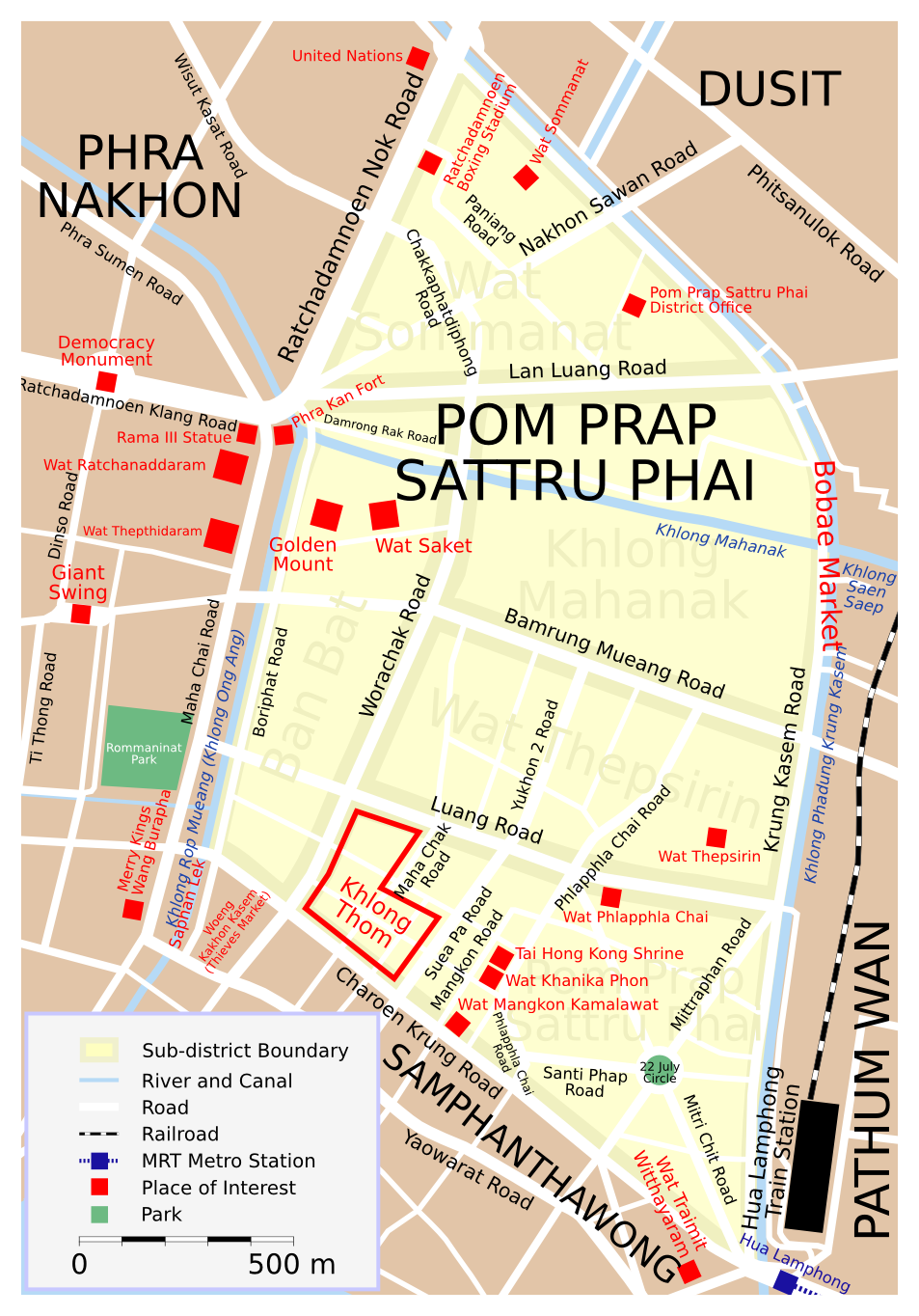
地图

该区拥有著名的金山寺金塔，高达63.6米。龍蓮寺则是著名的华人寺庙。泰国交通部也设于该区。